# Псеудофолклор
Псеудофолклор (енгл. Fakelore) је фолклор који је неаутентични измишљени фолклор представљен као да је истински традиционалан.

## Настанак израза
Израз псеудофолклор је прво настао на енглеском језику као Фејклор (енгл. Fakelore) када га је сковао амерички фолклориста Ричард Дорсон инспирисан причама о Пекос Билу и Полу Бањану у којима су они описани на такав начин који их чини псеудофолк херојима који имају веома мало сличности са њиховим стварним личностима.

## Фолклоризам
Израз псеудофолклор се може односити и на фолклоризам који је у суштини прерађивање и усклађивање фолклора са тренутном модом. У фолклоризам се може сврстати и новокомпонована народна музика (фолклоризовани фолклоризам). Међутим оно што фолклоризам може учинити псеудофолклором је његово погрешно представљање као традиционалног фолклора.

## Употреба псеудофолклора
Пошто је фолклор одувек био моћно оруђе националистичких покушаја истицања аутентичности националне културе на сличан начин су уз помоћ фолклора етничке групе оживљавале и креирале традиционално наслеђе у циљу подстицања свог културног идентитета у мултинационалним заједницама или поткрепљивања својих захтева за политичком независношћу.